# نقد الأديان

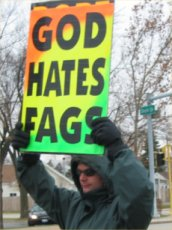

نقد الدين هو انتقاد صحة الدين أو مفهومه أو أفكاره.
يعود تاريخ نقد الدين على أقل تقدير إلى القرن الخامس قبل الميلاد في اليونان القديمة، وخاصةً من قبل الفيلسوف السفطسائي دياغوراس من ميلوس. ومن الأمثلة في روما القديمة، كانت قصيدة الفيلسوف والشاعر الروماني لوكريتيوس «في طبيعة الأشياء» المعروفة منذ القرن الأول قبل الميلاد.
يعزز كل تفرد ديني في العالم (وكذلك كل رؤية كونية متفردة للعالم) مطالب حقيقية تفردية أو حصرية لدين معين؛ ما سيُشوه حتمًا المطالب الحقيقية للأديان الأخرى. وهكذا تُصبح بعض الانتقادات الدينية انتقادات لجانب واحد أو أكثر من جوانب تقليد ديني معين.
قد يصف نقاد الدين بشكل عام الدين بواحد أو أكثر مما يلي: بأنه دين قديم ومهجور أو مضر بالفرد أو مضر بالمجتمع أو أنه يُشكل عائقًا أمام تقدم العلم وأنه مصدر لأفعال وعادات غير أخلاقية وأنه أداة سياسية تسعى للسيطرة الاجتماعية.

## تعريف الدين
كان الدين قبل القرن السابع عشر مختلطًا مع الحياة اليومية العادية للأشخاص. وتطور الدين كمفهوم غربي حديث من القرن السابع عشر وما بعد. وعلى سبيل المثال، لم يُعرّف أي شخص في آسيا قبل القرن التاسع عشر نفسه بأنه هندوسي أو أي هويّات أخرى مماثلة.
أما اليوم، فيُعد الدين بصورة عامة تجريدًا يضم المعتقدات والمذاهب والأماكن المقدسة، وذلك رغم أن الثقافات القديمة وثقافات العصور الوسطى -التي أنتجت النصوص المقدسة مثل الكتاب المقدس أو القرآن- لم يكن لديها مثل هذه المفاهيم أو الأفكار في لغاتها وثقافاتها أو تاريخها. غير أنه لا يوجد حتى الآن إجماع عالمي حول ماهية الدين.

## تاريخ نقد الدين
كتب الشاعر الروماني لوكريتيوس في قصيدته «في طبيعة الأشياء» في القرن الأول قبل الميلاد: «لكنه ذلك الدين هو نفسه الذي أظهر إلى حد بعيد الفسوق القبيح للرجال». اعتقد لوكريتيوس الفيلسوف بالمذهب الأبيقوري أن العالم يتكون من مادة وفراغ فقط، وأنه بإمكاننا فهم جميع الظواهر على أنها ناتجة عن أسباب طبيعية بحتة. وعلى الرغم من إيمانه بوجود الإله، شعر لوكريتيوس -مثل أبيقور- أن الدين نشأ من الخوف والجهل، وأن فهم العالم الطبيعي سيُحرّر الناس من قيوده. لم يكن لوكريتيوس ضد الدين بحد ذاته، بل كان ضد الدين التقليدي الذي اعتبره مثل خرافة هدفها تعليم الناس أن الإله يتدخل بالعالم.
في بداية القرن السادس عشر، قال المفكر والفيلسوف نيكولو مكيافيلي: «نحن الإيطاليون غير متدينين وفاسدين مقارنةً مع الآخرين..... لأن الكنيسة وممثليها وضعونا في أسوأ حال». بالنسبة لمكيافيلي، كان الدين مجرد أداة مفيدة لحاكم يرغب في التلاعب بالرأي العام.
في القرن الثامن عشر، كان الكاتب والفيلسوف الفرنسي فولتير ربوبيًا، وكان ينتقد بقوة التعصب الديني. اشتكى فولتير أيضًا من قتل اليهود على يد يهود آخرين بسبب عبادتهم للعجل الذهبي والطقوس الأخرى المماثلة، وأدان أيضًا كيفية قتل المسيحيين لبعضهم البعض بسبب الاختلافات الدينية وكيفية قتل المسيحيين للأمريكيين الأصليين لعدم تعميدهم. ادعى فولتير أن السبب الحقيقي وراء عمليات القتل هذه هو أن المسيحيين أرادوا نهب ثروات الذين قُتلوا. وانتقد فولتير أيضًا تعصب المسلمين.
في القرن الثامن عشر أيضًا، انتقد الفيلسوف ديفيد هيوم الحجج الغائية للدين (حجج لوجود الله). وادعى أن التفسيرات الطبيعية لنظام الكون وترتيبه كانت معقولة ومنطقية. وكان أحد الأهداف المهمة لكتابات هيوم هو إظهار عدم سلامة الأساس الفلسفي للدين وصحته.
في أوائل القرن الحادي والعشرين، أصبح الملحدون الجدد نقّادًا محوريين في النقد الحديث للدين. أتى مؤلفو مصطلح الإلحاد الجديد الأربعة من خلفيات مختلفة واسعة، ونشروا كتبًا كان تركيزها موجهًا لانتقاد الروايات الدينية، مع أكثر من 100 كتاب ومئات المقالات العلمية التي علقت على أعمال «الفرسان الأربعة» وانتقدتهم. أثارت كتبهم ومقالاتهم جدلًا في مجالات متعددة من الاستطلاعات، ونُقلت على وسائل الإعلام الشعبية (منتديات الإنترنت واليوتيوب والتلفزيون وبرامج الفلسفة الشعبية).
في كتاب نهاية الإيمان للفيلسوف الأمريكي سام هاريس، ركز الكاتب على العنف من بين الصفات السيئة للدين. وفي كتاب كسر السحر، ركز الفيلسوف دانيال دينيت على سؤال: «لماذا نصدق أشياء غريبة؟». وفي كتاب وهم الإله، غطّى عالم الأحياء البريطاني ريتشارد دوكنز كل جوانب الدين تقريبًا، إذ جمع فيه أسلوبَي السخرية والفكاهة معًا. وفي كتاب الإله ليس عظيمًا، ركز الصحفي والناقد كريستوفر هيتشنز على كيفية مهاجمة القوى الدينية للكرامة البشرية وعلى فساد المنظمات الدينية. ووفقًا لكتاب أكسفورد للإلحاد للكاتب توماس زينك، نُشرت الكتب الأربعة خلال فترة من الجدال القوي والمكثف حول المسائل السياسية والدينية والاجتماعية. اشتركت الأعمال في العديد من المواضيع الشائعة إلا أنها اختلفت اختلافًا ملحوظًا في المجال والأسلوب والمحتوى. ووفقًا لزينك، رغم ظهور بدايات حركة الإلحاد الجديد بشكل واسع إلا أنها لم ترقَ إلى التعريف الكامل للحركة.

## نقد المفاهيم الدينية
كانت بعض الانتقادات للديانات التوحيدية كالتالي:
- الدين خاطئ لأنه يتعارض مع العلم (مثل أسطورة خلق سفر التكوين).[20]
- كشف الصراعات الداخلية (مثل التناقضات في الاتساق الداخلي للكتاب المقدس بين الأناجيل الأربعة في العهد الجديد).[21][22][23]
- مزاعم متضاربة حول العقيدة الحقيقية الوحيدة (حجة الوحي غير المتناسق).

## أصل الدين ووظيفته

### التركيبة الاجتماعية
أكد كل من دينيت وهاريس أن الديانات الإلهية وكتبها المقدسة ليست مصدر إلهام بشكل مقدس، ولكن الإنسان خُلق لتلبية الاحتياجات الاجتماعية والحيوية والسياسية. وازن ريتشارد دوكنز بين فوائد المعتقدات الدينية (مثل العزاء العقلي وبناء المجتمع وتعزيز السلوكيات الفاضلة) وعواقبها. تُعامل مثل هذه الانتقادات الدين على أنه تركيبة اجتماعية، وبالتالي مجرد إيديولوجية إنسانية أخرى.

### رواية توفيره المرء بالراحة والمعنى
جادل الفيلسوف ديفيد هيوم بأن الدين تطور كمصدر للراحة في مواجهة الشدائد، وليس مجرد صراع مع حقيقة يمكن إثباتها، وبالتالي الدين سيكون شكلًا بسيطًا من أشكال التفكير.
قال دانييل دينيت إنه -باستثناء الأديان الأكثر حداثة مثل الديانة الرائيلية والمورمونية والسينتولوجيا والبهائية- معظم الديانات قد نشأت خلال فترة كانت فيها بعض الأمور مثل أصل الحياة وطريقة عمل الجسم وطبيعة النجوم والكواكب غير مفهومة بشكل جيد. كان هدف هذه الروايات إعطاء البهجة والشعور بالانتماء مع القوى الأكبر. وهكذا، ربما أدت العديد من الوظائف المهمة في المجتمعات القديمة. وتتضمن الأمثلة على ذلك، وجهات النظر التقليدية للعديد من الأديان تجاه كسوف الشمس وخسوف القمر وظهور المذنبات (من أشكال علم التنجيم). وبالنظر إلى الفهم الحالي للعالم المادي، إذ ازدادت المعرفة البشرية بشكل دراماتيكي، يؤكد كل من دوكنز والفيلسوف الفرنسي الملحد ميشال أونفراي أن الاستمرار بالتمسك بأنظمة المعتقدات هذه هو أمر غير منطقي ولم يعد مفيدًا.

#### الدين هو أفيون الشعوب
قال الفيلسوف كارل ماركس مؤسس الاشتراكية العلمية: 
«إن المعاناة الدينية هي التعبير عن المعاناة الحقيقية والاحتجاج عليها في نفس الوقت. الدين هو زفرة الإنسان المسحوق وروح عالمٍ لا قلب له، وهو أيضًا روح الظروف الاجتماعية التي طُرد منها الروح. إنه أفيون الشعوب».
ووفقًا لكارل ماكس، أبو «الاشتراكية العلمية»، يعتبر الدين أداةً تستخدمها الطبقات الحاكمة بحيث يمكن للجماهير أن تخفف من معاناتها قليلًا عبر تجريب تفعيل المشاعر الدينية. ومن مصلحة الطبقات الحاكمة أن تغرس في الجماهير القناعة الدينية بأن معاناتهم الحالية ستتحول إلى سعادة في نهاية المطاف. ولذلك، ما دام الجمهور يؤمن بالدين، فإنه لن يحاول بذل أي جهد حقيقي لفهم السبب الحقيقي وراء معاناته والتغلب عليها، والذي كان وفق رأي ماركس النظام الاقتصادي الرأسمالي. ومن هذا المنظور، رأى ماركس أن الدين هو الهروب من الواقع.

## أعلام نقد الأديان
- دوغلاس آدمز
- آيان هرسي علي
- جيري كانتريل
- جورج كارلين
- لاري ديفيد
- ريتشارد دوكينز
- دانيال دينيت
- كارلهاينز ديشنر
- ستيفن فراي
- سام هاريس
- كريستوفر هيتشنز
- بارون دي هولباخ
- ديفيد هيوم
- لورنس كراوس
- لودفيغ فويرباخ
- بيل مار
- كارل ماركس
- فريدريك نيتشه
- توماس بين
- بيرتراند راسل
- ماركيز دي ساد
- مارك توين
- فولتير